# Società Sportiva Jesi 1983-1984
Questa voce raccoglie le informazioni riguardanti la Società Sportiva Jesi nelle competizioni ufficiali della stagione 1983-1984.

## Rosa
| N. |                   | Ruolo | Calciatore         |
| -- | ----------------- | ----- | ------------------ |
|    | Italia (bandiera) | D     | Fabio Amadei       |
|    | Italia (bandiera) | C     | Maurizio Ballarini |
|    | Italia (bandiera) | P     | Luciano Barboni    |
|    | Italia (bandiera) | A     | Giuliano Bocchio   |
|    | Italia (bandiera) | C     | Augusto Bonacci    |
|    | Italia (bandiera) | D     | Luciano Briga      |
|    | Italia (bandiera) | A     | Giorgio Buffone    |
|    | Italia (bandiera) | P     | Adriano Casiraghi  |
|    | Italia (bandiera) | C     | Ugo Coltorti       |
|    | Italia (bandiera) | D     | Andrea Cuicchi     |
|    | Italia (bandiera) | C     | Giancarlo Favarin  |

| N. |                   | Ruolo | Calciatore         |
| -- | ----------------- | ----- | ------------------ |
|    | Italia (bandiera) | D     | Luigi Fiore        |
|    | Italia (bandiera) | C     | Giuseppe Giuffrida |
|    | Italia (bandiera) | A     | Michele Mancini    |
|    | Italia (bandiera) | D     | Piero Petrini      |
|    | Italia (bandiera) | C     | Alvaro Retini      |
|    | Italia (bandiera) | C     | Leonardo Rossi     |
|    | Italia (bandiera) |       | Scorcelletti       |
|    | Italia (bandiera) | C     | Gabriele Smeraldi  |
|    | Italia (bandiera) | C     | Danilo Tacchi      |
|    | Italia (bandiera) | D     | Giancarlo Torresi  |